# Boekenmarkt

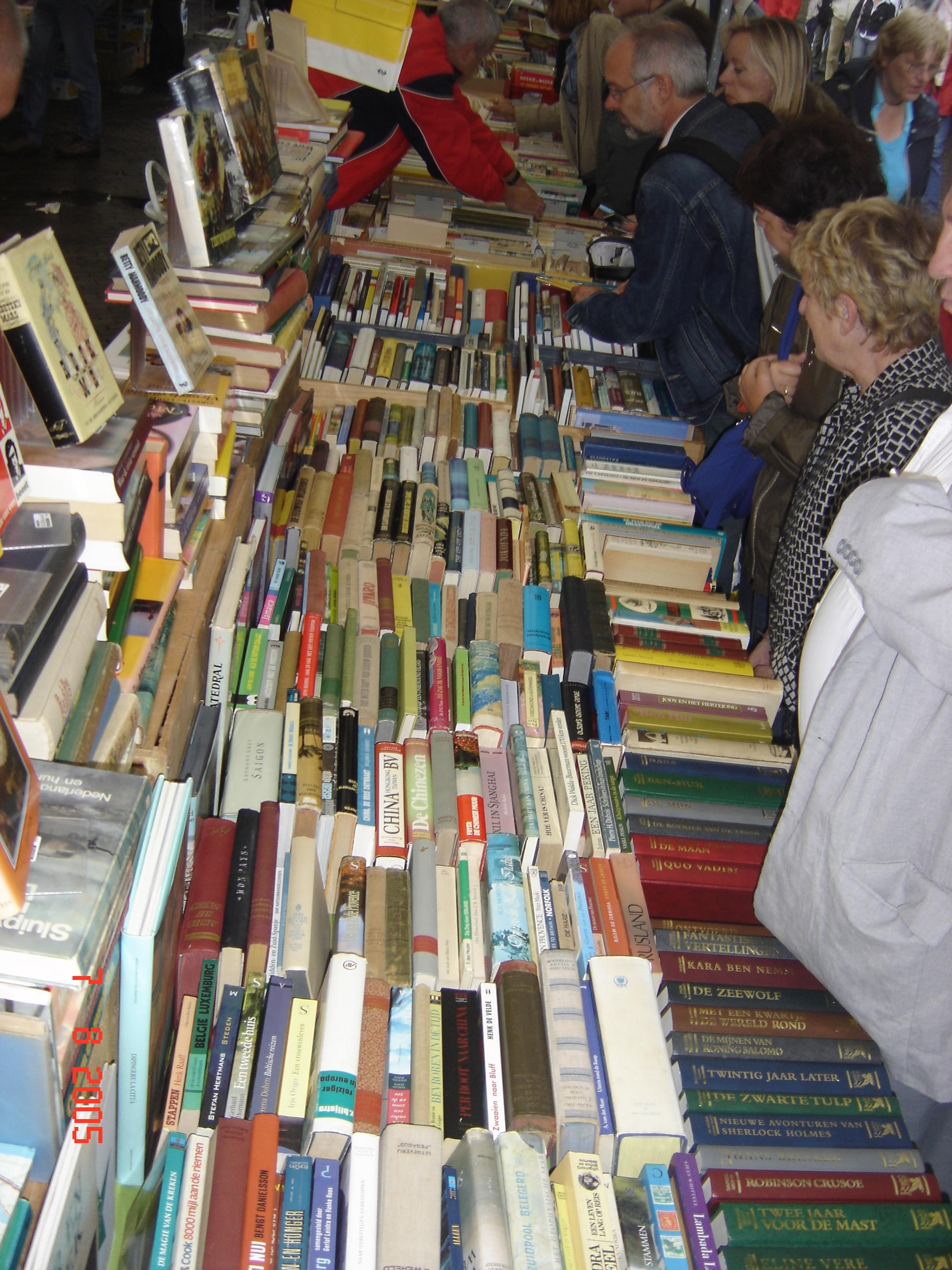
Jaarlijkse boekenmarkt in Deventer

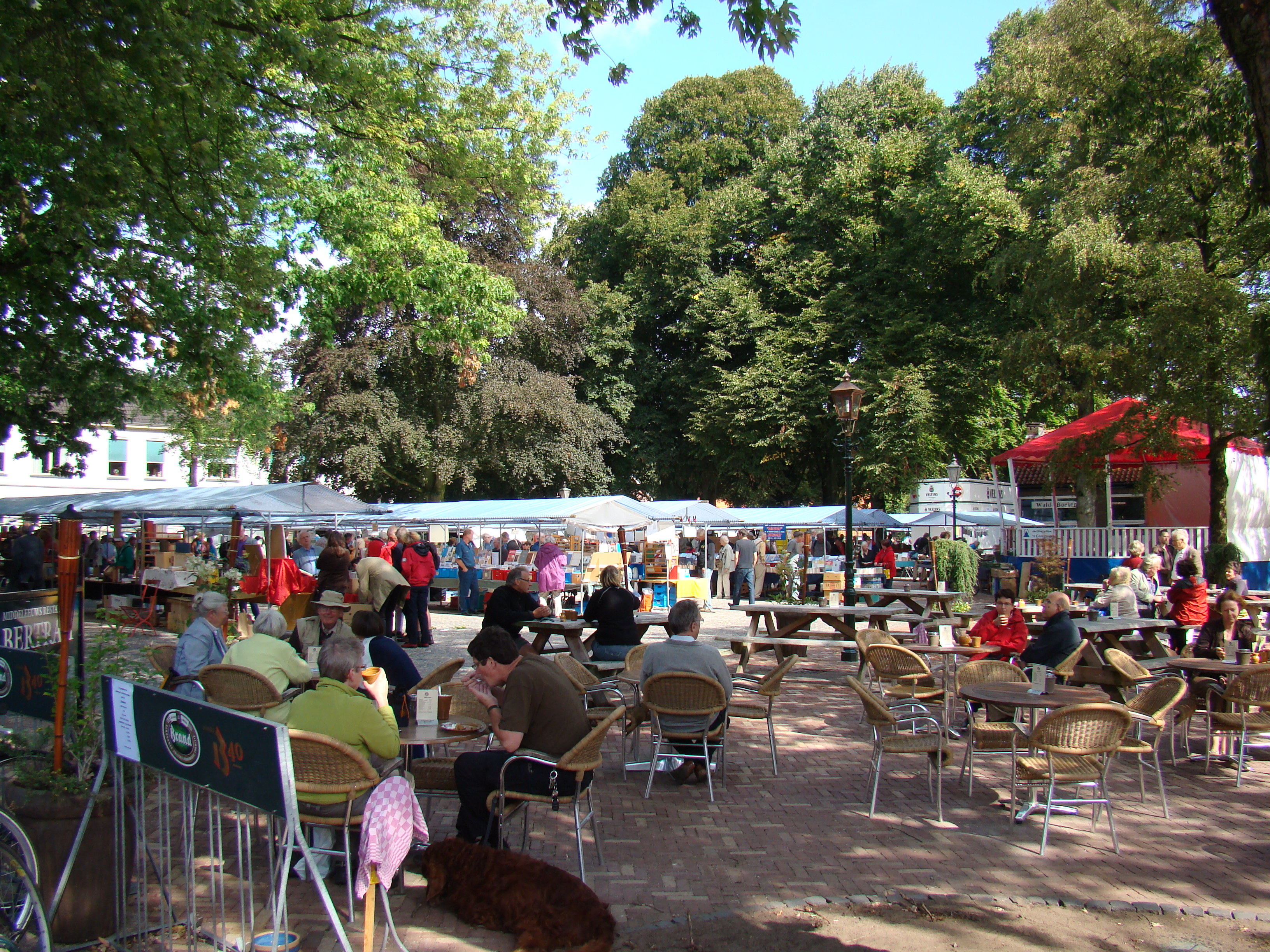
Boekenmarkt in Bredevoort

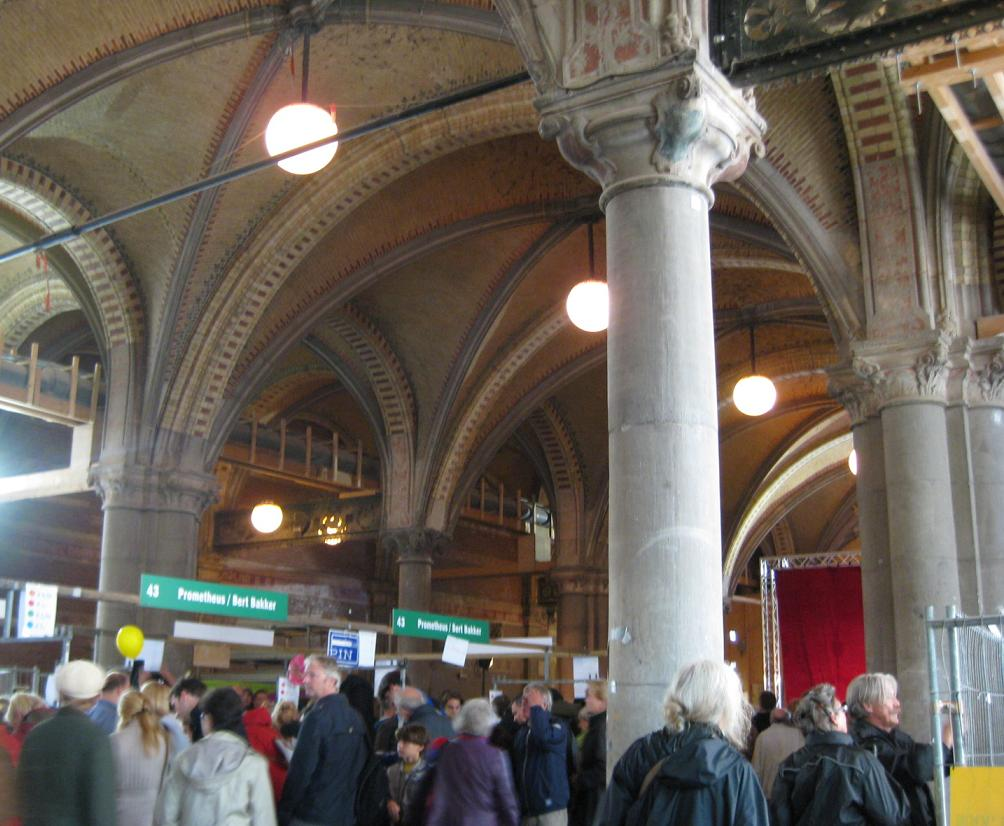
Boekenmarkt in de passage van het Rijksmuseum te Amsterdam in 2011

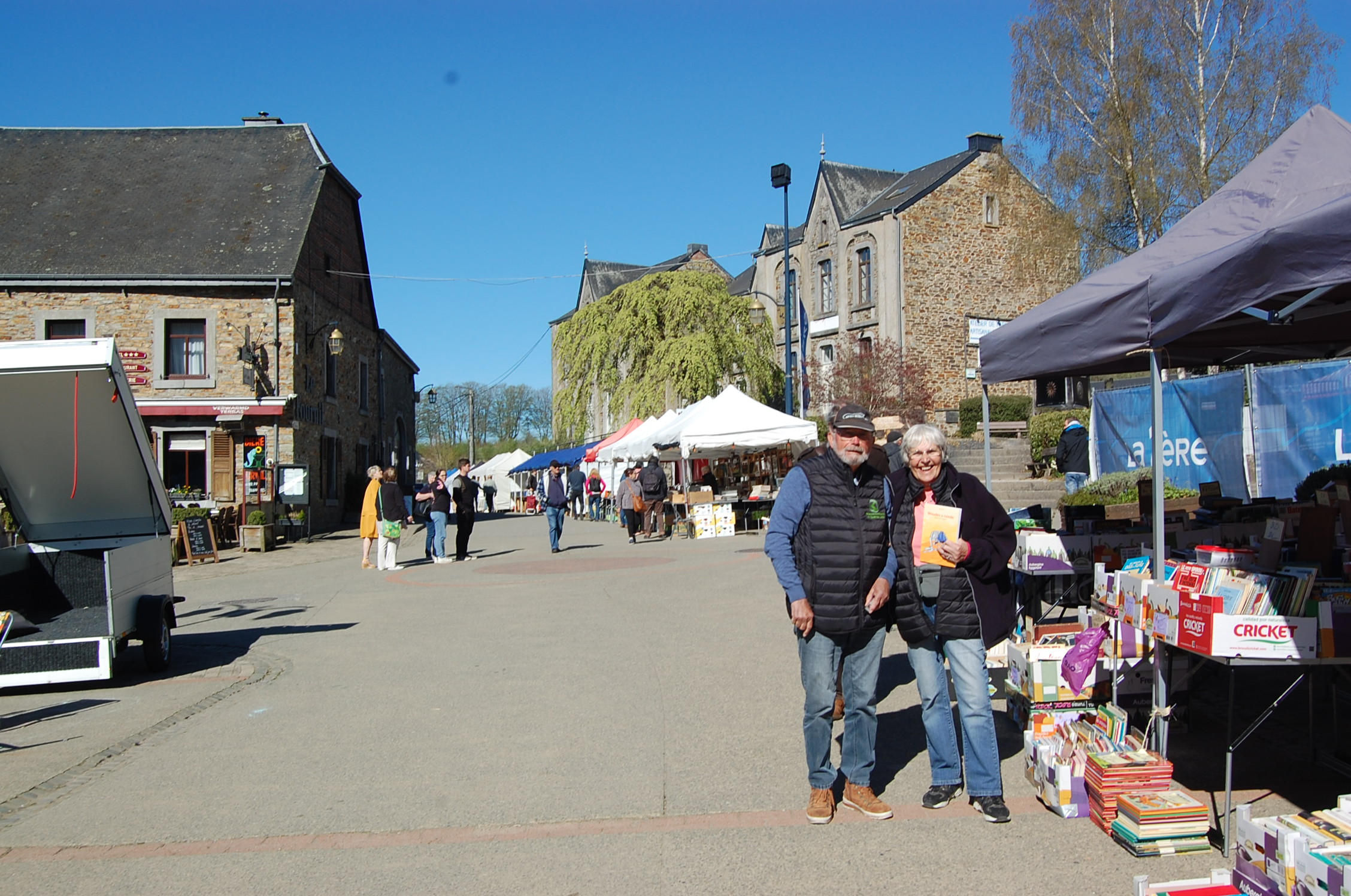
Openlucht bookmarkt (Redu, België, 2022)

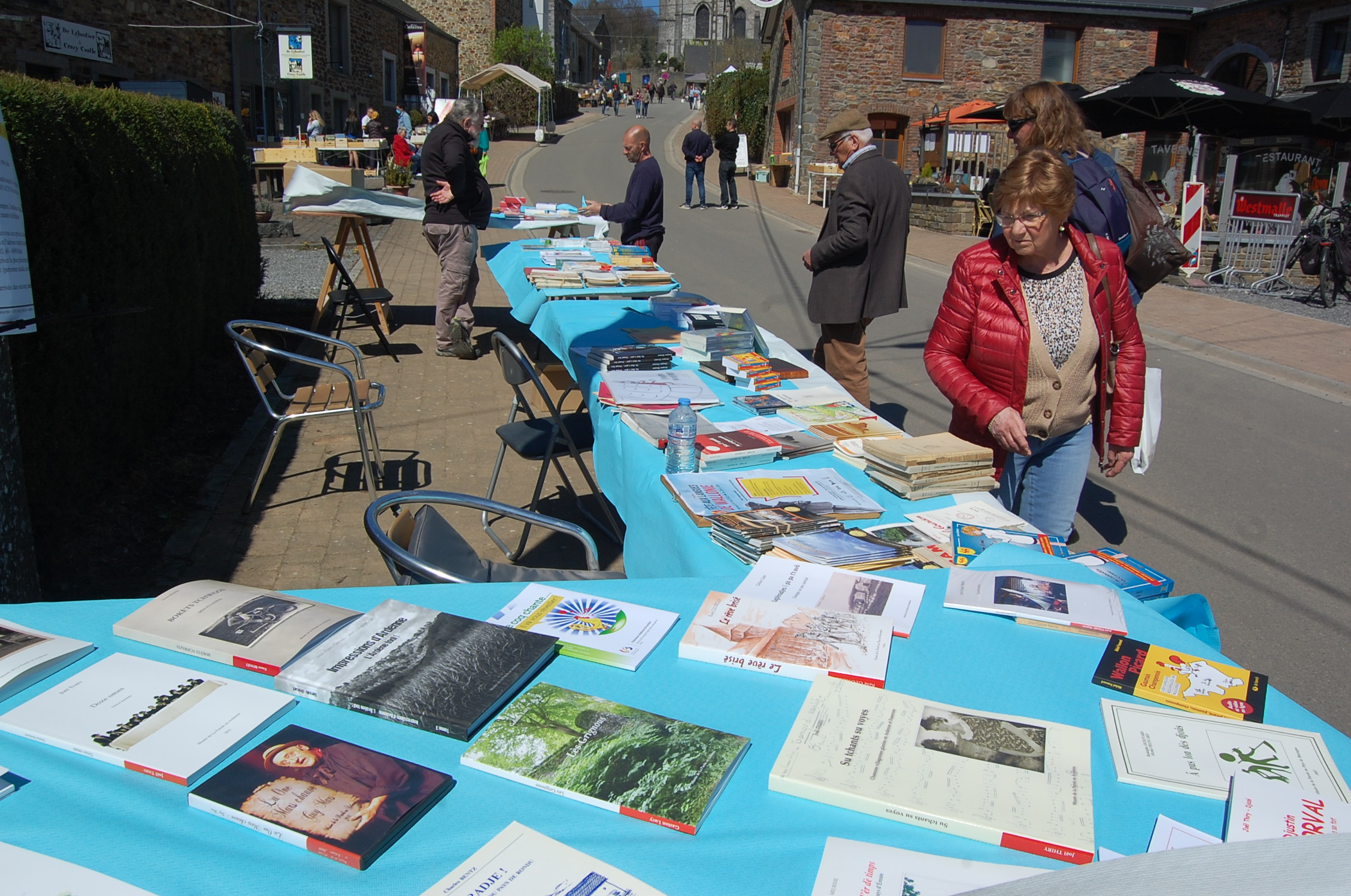
Paasweekeinde bookmarkt in Redu (boeken in het Waals)

Een boekenmarkt is een markt waar men allerlei soorten en genres boeken, tijdschriften, strips, oude kaarten en ansichtkaarten kan kopen en verkopen, zowel nieuw als tweedehands, aangeboden door particulieren, handelaren en antiquariaten. In vele plaatsen worden boekenmarkten gehouden. Op een boekenmarkt moeten standhouders in de regel aan de organiserende gemeente of instantie een bedrag aan leges betalen, dat sterk kan variëren, van enkele tientjes tot soms een paar honderd euro.
Vaak is de boekenmarkt een terugkerend evenement op een bepaald tijdstip en bepaalde plaats.

## België
- In Antwerpen wordt sinds 2005 elke derde zondag van de maand het Strip- en Boekenplein gehouden op het De Coninckplein.
- In Damme wordt elke maand een boekenmarkt gehouden.
- In Diest in het Begijnhof: elke eerste zondag van de maand.
- In Sint-Amands is op pinksterzondag en op kermiszondag een boekenmarkt georganiseerd door de Koninklijke Harmonie "Sinte-Cecilia", Sint-Amands aan de Schelde in samenwerking met het gemeentebestuur.
- In Redu is tijdens het Paasweekeinde een boekenmarkt.
- In de luchtvaartafdeling van het Koninklijk Museum van het Leger en de Krijgsgeschiedenis te Brussel, elke eerste zaterdag van de maand.
- In Bilzen is er een maandelijkse boekenmarkt op de laatste zondag van de maand van april tot en met september. Eind december is er een winterboekenmarkt.
- In Wilrijk wordt tweemaal per jaar een boekenmarkt gehouden met boeken over religie, filosofie, spiritualiteit, geschiedenis, cultuur, kunst en etnografie.

## Nederland
- De Deventer Boekenmarkt op de eerste zondag van augustus is -met zes kilometer kramen- de grootste regelmatig gehouden boekenmarkt van Europa.
- In Amsterdam is er elke vrijdag een boekenmarkt op het Spui.
- In Amsterdam is van maandag tot en met zaterdag een vaste boekenmarkt in de Oudemanhuispoort.
- In Amsterdam is in de zomermaanden op zondag een boekenmarkt op de Nieuwmarkt.
- In Amsterdam is er op vier zondagen in de zomer een grote boekenmarkt op de Dam of aan de Amstel. Op 18 mei 2008 was er de grootste boekenmarkt ter wereld in het kader van Amsterdam Wereldboekenstad met ruim 900 kramen rond Waterlooplein en de Nieuwmarktbuurt.[1]
- In Amsterdam is er eind augustus een grote boekenmarkt bij de opening van het theaterseizoen op de Uitmarkt op zaterdag en zondag alwaar vooral uitgevers hun uitgaven aanbieden.
- In Nijmegen is een boekenmarkt op zaterdag op Mariënburg.
- In Haarlem is de laatste zondag van juni een boekenmarkt op de Grote Markt en de tweede zaterdag van november een boekenmarkt in de Grote Bavo aan de Grote Markt.
- In Zoetermeer is iedere eerste zaterdag een boekenmarkt in de Oude Dorpsstraat.
- In Bredevoort is er maandelijks een kleine boekenmarkt en jaarlijks diverse grotere boekenmarkten.
- In Den Haag gedurende de zomermaanden elke zondag op de Lange Voorhout, en op donderdag 's zomers op de Lange Voorhout en 's winters op het Plein. Kinderboekenmarkt in oktober.
- In Dordrecht valt de jaarlijkse boekenmarkt op de eerste zondag van de maand juli.
- In Rotterdam op een zondag in mei op de Binnenrotte.
- In Tilburg op de laatste zondag van augustus.
- In Woudrichem op de tweede zaterdag in juni.
- In Steenwijk op de markt, op de laatste zondag van juni
- In Huissen is de 'Huissense Boekenmarkt' op de eerste zaterdag van september

## Stripboekenmarkt
Afwisselend vindt jaarlijks een stripboekenbeurs plaats in Dordrecht en Haarlem. In oneven jaren organiseert stripwinkel Sjors in Dordrecht een stripboekenmarkt op het Scheffersplein, in even jaren vindt er een groot stripevenement plaats in Haarlem met een aansluitende stripboekenmarkt.
Het Kamper Stripspektakel vindt sinds 1999 jaarlijks plaats op de derde zaterdag van augustus. Ruim vijftig kraampjes staan in het centrum van de stad Kampen.